# Румунія на літніх Олімпійських іграх 2016
Румунію на літніх Олімпійських іграх 2016 представляли 97 спортсменів.

## Медалісти
| Медалі | Спортсмени | Вид спорту            | Дисципліна                  | Дата      |
| ------ | --- | --------------------- | --------------------------- | --------- |
| Золото | Лоредана Діну Сімона Герман Сімона Поп Ана Марія Попеску                                                                                    | Фехтування            | командна шпага (жінки)      | 11 серпня |
| Срібло | Горія Текеу Флорін Мерджа | Теніс                 | чоловічий парний турнір     | 12 серпня |
| Бронза | Мадаліна Береш Андрея Бог'ян Аделіна Богуш Роксана Коджану Юліана Попа Лаура Опря Міхаела Петріла Йоана Струнгару Даніела Друнча (стернова) | Академічне веслування | вісімки (жінки)             | 13 серпня |
| Бронза | Альберт Сарітов | боротьба              | вільна, до 97 кг (чоловіки) | 21 серпня |

## Спортсмени
| Дисципліна                      | Чоловіки | Жінки | Разом |
| ------------------------------- | -------- | ----- | ----- |
| Легка атлетика                  | 6        | 16    | 22    |
| Бокс                            | 1        | 0     | 1     |
| Веслування на байдарках і каное | 4        | 2     | 6     |
| Велоспорт                       | 1        | 0     | 1     |
| Фехтування                      | 1        | 5     | 6     |
| Гімнастика                      | 2        | 2     | 4     |
| Гандбол                         | 0        | 14    | 14    |
| Дзюдо                           | 1        | 3     | 4     |
| Академічне веслування           | 6        | 13    | 19    |
| Стрільба                        | 1        | 0     | 1     |
| Плавання                        | 5        | 0     | 5     |
| Настільний теніс                | 2        | 3     | 5     |
| Теніс                           | 2        | 5     | 7     |
| Важка атлетика                  | 2        | 2     | 4     |
| Боротьба                        | 4        | 1     | 5     |
| Разом                           | 38       | 66    | 104   |

## Легка атлетика
Легенда
- Note – для трекових дисциплін місце вказане лише для забігу, в якому взяв участь спортсмен
- Q = пройшов у наступне коло напряму
- q = пройшов у наступне коло за добором (для трекових дисциплін - найшвидші часи серед тих, хто не пройшов напряму; для технічних дисциплін - увійшов до визначеної кількості фіналістів за місцем якщо напряму пройшло менше спортсменів, ніж визначена кількість)
- NR = Національний рекорд
- N/A = Коло відсутнє у цій дисципліні
- Bye = спортсменові не потрібно змагатися у цьому колі}}

Трекові і шосейні дисципліни
Чоловіки
| Спортсмен                          | Дисципліна      | Фінал     | Фінал |
| Спортсмен                          | Дисципліна      | Результат | Місце |
| ---------------------------------- | --------------- | --------- | ----- |
| Маріус Іонеску                     | Марафон         | 2:17:27   | 37    |
| Alexandru Ніколае-Александру Соаре | Марафон         | 2:31:53   | 127   |
| Маріус Кочіоран                    | ходьба на 50 км | DNF       | DNF   |
| Нарціс Стефан Міхаіла              | ходьба на 50 км | 4:02:46   | 30    |

Жінки
| Спортсменка                                               | Дисципліна           | Попередній забіг | Попередній забіг | Півфінал         | Півфінал         | Фінал            | Фінал            |
| Спортсменка                                               | Дисципліна           | Результат        | Місце            | Результат        | Місце            | Результат        | Місце            |
| --------------------------------------------------------- | -------------------- | ---------------- | ---------------- | ---------------- | ---------------- | ---------------- | ---------------- |
| Б'янка Разор                                              | 400 м                | 52.42            | 6                | Завершила виступ | Завершила виступ | Завершила виступ | Завершила виступ |
| Клаудія Бобоча                                            | 800 м                | 2:03.75          | 6                | Завершила виступ | Завершила виступ | Завершила виступ | Завершила виступ |
| Флоріна П'єрдевара                                        | 800 м                | 2:03.32          | 7                | Завершила виступ | Завершила виступ | Завершила виступ | Завершила виступ |
| Анчута Бобочел                                            | 3000 м з перешкодами | 9:46.28          | 13               | Завершила виступ | Завершила виступ | Завершила виступ | Завершила виступ |
| Б'янка Разор Анамарія Іоніце Андреа Міклос Аделіна Пастор | 4×400 м              | 3:29.87          | 7                | Завершила виступ | Завершила виступ | Завершила виступ | Завершила виступ |
| Даніела Кирлан                                            | Марафон              | Н/Д              | Н/Д              | Н/Д              | Н/Д              | DNF              | DNF              |
| Паула Тодоран                                             | Марафон              | Н/Д              | Н/Д              | Н/Д              | Н/Д              | 2:48.54          | 101              |
| Андрея Арсіне                                             | ходьба на 20 км      | Н/Д              | Н/Д              | Н/Д              | Н/Д              | 1:38:16          | 45               |
| Ана Вероніка Родян                                        | ходьба на 20 км      | Н/Д              | Н/Д              | Н/Д              | Н/Д              | 1:38:42          | 50               |
| Клаудіа Штеф                                              | ходьба на 20 км      | Н/Д              | Н/Д              | Н/Д              | Н/Д              | 1:41:47          | 57               |

Технічні дисципліни
| Спортсмен      | Дисципліна                   | Кваліфікація       | Кваліфікація | Фінал              | Фінал            |
| Спортсмен      | Дисципліна                   | Результат у метрах | Місце        | Результат у метрах | Місце            |
| -------------- | ---------------------------- | ------------------ | ------------ | ------------------ | ---------------- |
| Маріан Опря    | потрійний стрибок (чоловіки) | НС                 | —            | Завершив виступ    | Завершив виступ  |
| Андрей Гаг     | штовхання ядра (чоловіки)    | 20.40              | 13           | Завершив виступ    | Завершив виступ  |
| Аліна Ротару   | стрибки в довжину (жінки)    | 6.40               | 18           | Завершила виступ   | Завершила виступ |
| Крістіна Бужін | потрійний стрибок (жінки)    | 13.38              | 30           | Завершила виступ   | Завершила виступ |
| Елена Пантурої | потрійний стрибок (жінки)    | 14.00              | 16           | Завершив виступ    | Завершив виступ  |

## Бокс
| Спортсмен    | Категорія              | 1/16 фіналу        | 1/8 фіналу         | Чвертьфінали       | Півфінали          | Фінал              | Фінал           |
| Спортсмен    | Категорія              | Суперник Результат | Суперник Результат | Суперник Результат | Суперник Результат | Суперник Результат | Місце           |
| ------------ | ---------------------- | ------------------ | ------------------ | ------------------ | ------------------ | ------------------ | --------------- |
| Міхай Ністор | понад 91 кг (чоловіки) | Bye                | Ішаїш (JOR) L 1–2  | Завершив виступ    | Завершив виступ    | Завершив виступ    | Завершив виступ |

## Велоспорт

### Шосе
| Спортсмен      | Дисципліна                       | Час | Місце |
| -------------- | -------------------------------- | --- | ----- |
| Сергій Цвєтков | Групова шосейна гонка (чоловіки) | DNF | DNF   |

## Фехтування
| Спортсмен                                                | Дисципліна                     | 1/32 фіналу            | 1/16 фіналу         | 1/8 фіналу                 | Чвертьфінал           | Півфінал            | Фінал / БМ          | Фінал / БМ       |
| Спортсмен                                                | Дисципліна                     | Суперник Результат     | Суперник Результат  | Суперник Результат         | Суперник Результат    | Суперник Результат  | Суперник Результат  | Місце            |
| -------------------------------------------------------- | ------------------------------ | ---------------------- | ------------------- | -------------------------- | --------------------- | ------------------- | ------------------- | ---------------- |
| Тіберіу Дольнічану                                       | індивідуальна шабля (чоловіки) | Н/Д                    | Sun W (CHN) W 15–7  | van Holsbeke (BEL) W 15–13 | Сіладьї (HUN) L 10–15 | Завершив виступ     | Завершив виступ     | Завершив виступ  |
| Ана Марія Попеску                                        | індивідуальна шпага (жінки)    | Bye                    | Малло (FRA) W 15–8  | Choi I-j (KOR) L 8–15      | Завершила виступ      | Завершила виступ    | Завершила виступ    | Завершила виступ |
| Сімона Герман                                            | індивідуальна шпага (жінки)    | Bye                    | Рембі (FRA) L 10–13 | Завершив виступ            | Завершив виступ       | Завершив виступ     | Завершив виступ     | Завершив виступ  |
| Сімона Поп                                               | індивідуальна шпага (жінки)    | Маккінон (CAN) L 10–15 | Завершив виступ     | Завершив виступ            | Завершив виступ       | Завершив виступ     | Завершив виступ     | Завершив виступ  |
| Ана Марія Попеску Лоредана Діну Сімона Герман Сімона Поп | командна шпага (жінки)         | Н/Д                    | Н/Д                 | Bye                        | США (USA) W 24–23     | Росія (RUS) W 45–31 | Китай (CHN) W 44–38 | 1                |
| Меліна Калугеряну                                        | індивідуальна рапіра (жінки)   | Bulcão (BRA) L 12–15   | Завершила виступ    | Завершила виступ           | Завершила виступ      | Завершила виступ    | Завершила виступ    | Завершила виступ |

## Гімнастика

### Спортивна гімнастика
Чоловіки
| Спортсмен         | Дисципліна      | Кваліфікація  | Кваліфікація       | Кваліфікація | Кваліфікація | Кваліфікація | Кваліфікація | Кваліфікація | Кваліфікація | Фінал           | Фінал           | Фінал           | Фінал           | Фінал           | Фінал           | Фінал           | Фінал           |                 |                 |                 |                 |
| Спортсмен         | Дисципліна      | Вправа        | Вправа             | Вправа       | Вправа       | Вправа       | Вправа       | Загалом      | Місце        | Вправа          | Вправа          | Вправа          | Вправа          | Вправа          | Вправа          | Загалом         | Місце           |                 |                 |                 |                 |
| ----------------- | --------------- | ------------- | ------------------ | ------------ | ------------ | ------------ | ------------ | ------------ | ------------ | --------------- | --------------- | --------------- | --------------- | --------------- | --------------- | --------------- | --------------- | --------------- | --------------- | --------------- | --------------- |
| Спортсмен         | Дисципліна      | Андрей Мунтян | Абсолютна першість | 13.733       | 12.500       | 13.700       | 14.633       | Загалом      | Місце        | 15.466 Q        | 13.833          | 83.865          | 36              | Завершив виступ | Завершив виступ | Завершив виступ | Завершив виступ | Завершив виступ | Завершив виступ | Завершив виступ | Завершив виступ |
| Паралельні бруси  | Н/Д             | Н/Д           | Н/Д                | Н/Д          | 15.466       | Н/Д          | 15.466       | 9 Q          | Н/Д          | Н/Д             | Н/Д             | Н/Д             | 15.600          | Н/Д             | 15.600          | 6               |                 |                 |                 |                 |                 |
| Маріан Драгулеску | Вільні вправи   | 12.800        | Н/Д                | Н/Д          | Н/Д          | Н/Д          | Н/Д          | 12.800       | 67           | Завершив виступ | Завершив виступ | Завершив виступ | Завершив виступ | Завершив виступ | Завершив виступ | Завершив виступ | Завершив виступ |                 |                 |                 |                 |
| Маріан Драгулеску | опорний стрибок | Н/Д           | Н/Д                | Н/Д          | 15.283       | Н/Д          | Н/Д          | 15.283       | 5 Q          | Н/Д             | Н/Д             | Н/Д             | 15.449          | Н/Д             | Н/Д             | 15.449          | 4               |                 |                 |                 |                 |
| Маріан Драгулеску | Перекладина     | Н/Д           | Н/Д                | Н/Д          | Н/Д          | Н/Д          | 12.166       | 12.166       | 70           | Завершив виступ | Завершив виступ | Завершив виступ | Завершив виступ | Завершив виступ | Завершив виступ | Завершив виступ | Завершив виступ |                 |                 |                 |                 |

Жінки
| Спортсменка   | Дисципліна | Кваліфікація   | Кваліфікація | Кваліфікація | Кваліфікація | Кваліфікація | Кваліфікація     | Фінал            | Фінал            | Фінал            | Фінал            | Фінал            | Фінал |     |     |        |     |        |   |
| Спортсменка   | Дисципліна | Вправа         | Вправа       | Вправа       | Вправа       | Загалом      | Місце            | Вправа           | Вправа           | Вправа           | Вправа           | Загалом          | Місце |     |     |        |     |        |   |
| ------------- | ---------- | -------------- | ------------ | ------------ | ------------ | ------------ | ---------------- | ---------------- | ---------------- | ---------------- | ---------------- | ---------------- | ----- | --- | --- | ------ | --- | ------ | - |
| Спортсменка   | Дисципліна | Кетеліна Понор | колода       | Н/Д          | Н/Д          | Загалом      | Місце            | 14.900           | Н/Д              | 14.900           | 5 Q              | Загалом          | Місце | Н/Д | Н/Д | 14.000 | Н/Д | 14.000 | 7 |
| Вільні вправи | Н/Д        | Н/Д            | Н/Д          | 14.200       | 14.200       | 14           | Завершила виступ | Завершила виступ | Завершила виступ | Завершила виступ | Завершила виступ | Завершила виступ |       |     |     |        |     |        |   |

### Художня гімнастика
| Спортсменка           | Дисципліна                  | Кваліфікація | Кваліфікація | Кваліфікація | Кваліфікація | Кваліфікація | Кваліфікація | Фінал            | Фінал            | Фінал            | Фінал            | Фінал            | Фінал            |
| Спортсменка           | Дисципліна                  | Обруч        | М'яч         | Булави       | Стрічка      | Загалом      | Місце        | Обруч            | М'яч             | Булави           | Стрічка          | Загалом          | Місце            |
| --------------------- | --------------------------- | ------------ | ------------ | ------------ | ------------ | ------------ | ------------ | ---------------- | ---------------- | ---------------- | ---------------- | ---------------- | ---------------- |
| Анна Луїза Філіоріану | Індивідуальне багатоборство | 16.850       | 16.800       | 16.808       | 17.000       | 67.458       | 22           | Завершила виступ | Завершила виступ | Завершила виступ | Завершила виступ | Завершила виступ | Завершила виступ |

## Гандбол
Підсумок

Легенда:
- ET – Після додаткового часу
- P – долю матчу вирішила серія післяматчевих пенальті.

| Команда         | Дисципліна     | Груповий етап      | Груповий етап      | Груповий етап      | Груповий етап      | Груповий етап      | Груповий етап | Чвертьфінал        | Півфінал           | Фінал / БМ         | Фінал / БМ |
| Команда         | Дисципліна     | Суперник Результат | Суперник Результат | Суперник Результат | Суперник Результат | Суперник Результат | Місце         | Суперник Результат | Суперник Результат | Суперник Результат | Місце      |
| --------------- | -------------- | ------------------ | ------------------ | ------------------ | ------------------ | ------------------ | ------------- | ------------------ | ------------------ | ------------------ | ---------- |
| Romania women's | жіночий турнір | Ангола L 19–23     | Бразилія L 13–26   | Чорногорія W 25–21 | Іспанія W 24–21    | Норвегія L 27–28   | 5             | Завершила виступ   | Завершила виступ   | Завершила виступ   | 9          |

### Жіночий турнір
Склад команди
Шаблон:Склад жіночої збірної Румунії з гандболу на літніх Олімпійських іграх 2016
Груповий етап
Шаблон:Підсумкова таблиця в групі A жіночого турніру з гандболу на літніх Олімпійських іграх 2016
Шаблон:Жіночий турнір з гандболу на літніх Олімпійських іграх 2016, гра A3
Шаблон:Жіночий турнір з гандболу на літніх Олімпійських іграх 2016, гра A5
Шаблон:Жіночий турнір з гандболу на літніх Олімпійських іграх 2016, гра A8
Шаблон:Жіночий турнір з гандболу на літніх Олімпійських іграх 2016, гра A11
Шаблон:Жіночий турнір з гандболу на літніх Олімпійських іграх 2016, гра A14

## Дзюдо
| Спортсмен        | Категорія               | 1/32 фіналу        | 1/16 фіналу               | 1/8 фіналу               | Чвертьфінали              | Півфінали               | Втішний поєдинок        | Фінал / БМ               | Фінал / БМ       |
| Спортсмен        | Категорія               | Суперник Результат | Суперник Результат        | Суперник Результат       | Суперник Результат        | Суперник Результат      | Суперник Результат      | Суперник Результат       | Місце            |
| ---------------- | ----------------------- | ------------------ | ------------------------- | ------------------------ | ------------------------- | ----------------------- | ----------------------- | ------------------------ | ---------------- |
| Даніель Натя     | понад 100 кг (чоловіки) | Н/Д                | Йеа-Он (THA) W 100–000    | Тангрієв (UZB) L 000–110 | Завершив виступ           | Завершив виступ         | Завершив виступ         | Завершив виступ          | Завершив виступ  |
| Моніка Унгуряну  | до 48 кг (жінки)        | Н/Д                | van Snick (BEL) L 000–100 | Завершила виступ         | Завершила виступ          | Завершила виступ        | Завершила виступ        | Завершила виступ         | Завершила виступ |
| Андреа Кіцу      | до 52 кг (жінки)        | Н/Д                | Bye                       | Gómez (ESP) W 101–000    | Джуффріда (ITA) L 000–001 | Завершила виступ        | Міранда (BRA) L 010–100 | Завершила виступ         | 7                |
| Коріна Кепріоріу | до 57 кг (жінки)        | Н/Д                | Bye                       | Г'якова (KOS) W 002–000  | Lien C-l (TPE) W 100–000  | R Silva (BRA) L 000–010 | Bye                     | Монтейру (POR) L 000–001 | 5                |

## Академічне веслування
Чоловіки
| Спортсмен                                                                        | Дисципліна | Заїзди  | Заїзди | Втішний заплив | Втішний заплив | Півфінали       | Півфінали       | Фінал           | Фінал           |
| Спортсмен                                                                        | Дисципліна | Час     | Місце  | Час            | Місце          | Час             | Місце           | Час             | Місце           |
| -------------------------------------------------------------------------------- | ---------- | ------- | ------ | -------------- | -------------- | --------------- | --------------- | --------------- | --------------- |
| George Александру Паламаріу Cristi-Ilie Pîrghie                                  | Двійки     | 6:51.71 | 3 SA/B | Bye            | Bye            | 6:48.17         | 6 FB            | 7:13.68         | 12              |
| Влад-Драгос Айкобоае Маріус Васіле Козмюк Константін Адам Toader-Andrei Gontarau | Четвірки   | 6:02.56 | 4 R    | 6:39.64        | 4              | Завершив виступ | Завершив виступ | Завершив виступ | Завершив виступ |

Жінки
| Спортсменка | Дисципліна               | Заїзди  | Заїзди | Втішний заплив | Втішний заплив | Півфінали | Півфінали | Фінал   | Фінал |
| Спортсменка | Дисципліна               | Час     | Місце  | Час            | Місце          | Час       | Місце     | Час     | Місце |
| --- | ------------------------ | ------- | ------ | -------------- | -------------- | --------- | --------- | ------- | ----- |
| Мадаліна Береш Лаура Опря | Двійки                   | 7:18.16 | 5 R    | 7:55.25        | 1 SA/B         | 7:29.20   | 4 FB      | 7:19.63 | 9     |
| Джаніна-Елена Беляга Іонела-Лівія Легачі | Парні двійки, легка вага | 7:07.29 | 3 R    | 8:00.47        | 1 SA/B         | 7:21.38   | 4 FB      | 7:24.61 | 8     |
| Мадаліна Береш Андрея Бог'ян Аделіна Богуш Роксана Коджану Юліана Попа Лаура Опря Міхаела Петріла Йоана Струнгару Даніела Друнча (стерновий) | Eight                    | 6:16.24 | 3 R    | 6:32.63        | 2 FA           | Bye       | Bye       | 6:04.10 | 3     |

Пояснення до кваліфікації: FA=Фінал A (за медалі); FB=Фінал B (не за медалі); FC=Фінал C (не за медалі); FD=Фінал D (не за медалі); FE=Фінал E (не за медалі); FF=Фінал F (не за медалі); SA/B=Півфінали A/B; SC/D=Півфінали C/D; SE/F=Півфінали E/F; QF=Чвертьфінали; R=Потрапив у втішний заплив

## Стрільба
| Спортсмен              | Дисципліна                                  | Кваліфікація | Кваліфікація | Фінал           | Фінал           |
| Спортсмен              | Дисципліна                                  | Очки         | Місце        | Очки            | Місце           |
| ---------------------- | ------------------------------------------- | ------------ | ------------ | --------------- | --------------- |
| Алін Джордже Молдовану | пневматична гвинтівка, 10 метрів (чоловіки) | 622.7        | 19           | Завершив виступ | Завершив виступ |

Пояснення до кваліфікації: Q = Пройшов у наступне коло; q = Кваліфікувався щоб змагатись у поєдинку за бронзову медаль

## Плавання
| Спортсмен                                                | Дисципліна                           | Попередній заплив | Попередній заплив | Півфінал         | Півфінал         | Фінал            | Фінал            |
| Спортсмен                                                | Дисципліна                           | Час               | Місце             | Час              | Місце            | Час              | Місце            |
| -------------------------------------------------------- | ------------------------------------ | ----------------- | ----------------- | ---------------- | ---------------- | ---------------- | ---------------- |
| Роберт Глінта                                            | 100 метрів на спині (чоловіки)       | 53.51             | 9 Q               | 53.34 NR         | 4 Q              | 53.50            | 8                |
| Роберт Глінта                                            | 200 метрів на спині (чоловіки)       | 1:57.91           | 18                | Завершив виступ  | Завершив виступ  | Завершив виступ  | Завершив виступ  |
| Маріус Раду                                              | 100 метрів вільним стилем (чоловіки) | 49.57             | 38                | Завершив виступ  | Завершив виступ  | Завершив виступ  | Завершив виступ  |
| Норберт Трандафір                                        | 50 метрів вільним стилем (чоловіки)  | 22.10             | 16 Q              | 21.99            | 14               | Завершив виступ  | Завершив виступ  |
| Алін Косте Даніель Маковей Маріус Раду Норберт Трандафір | Чоловіки's 4 × 100 m freestyle relay | 3:17.03           | 16                | Н/Д              | Н/Д              | Завершив виступ  | Завершив виступ  |
| Ана Юлія Даскел                                          | 100 метрів вільним стилем (жінки)    | 58.72             | 36                | Завершила виступ | Завершила виступ | Завершила виступ | Завершила виступ |

## Настільний теніс
| Спортсмен                                        | Дисципліна                  | Попередній раунд   | Раунд 1                | Раунд 2              | Раунд 3              | 1/8 фіналу                 | Чвертьфінали       | Півфінали          | Фінал / БМ         | Фінал / БМ       |
| Спортсмен                                        | Дисципліна                  | Суперник Результат | Суперник Результат     | Суперник Результат   | Суперник Результат   | Суперник Результат         | Суперник Результат | Суперник Результат | Суперник Результат | Місце            |
| ------------------------------------------------ | --------------------------- | ------------------ | ---------------------- | -------------------- | -------------------- | -------------------------- | ------------------ | ------------------ | ------------------ | ---------------- |
| Адріан Крішан                                    | одиночний розряд (чоловіки) | Bye                | Kamal (IND) W 4–1      | Лебессон (FRA) W 4–3 | Lee S-s (KOR) W 4–3  | Чжан Цз (CHN) L 0–4        | Завершив виступ    | Завершив виступ    | Завершив виступ    | Завершив виступ  |
| Овідіу Йонеску                                   | одиночний розряд (чоловіки) | Bye                | Ni Alamian (IRI) W 4–1 | Gardos (AUT) W 4–1   | Фрейташ (POR) L 1–4  | Завершив виступ            | Завершив виступ    | Завершив виступ    | Завершив виступ    | Завершив виступ  |
| Daniela Dodean                                   | одиночний розряд (жінки)    | Bye                | Дас (IND) W 4–0        | Li Q (POL) W 4–1     | Фукухара (JPN) L 0–4 | Завершила виступ           | Завершила виступ   | Завершила виступ   | Завершила виступ   | Завершила виступ |
| Elizabeta Samara                                 | одиночний розряд (жінки)    | Bye                | Bye                    | Lin G (BRA) W 4–0    | Ding N (CHN) L 0–4   | Завершив виступ            | Завершив виступ    | Завершив виступ    | Завершив виступ    | Завершив виступ  |
| Daniela Dodean Elizabeta Samara Bernadette Szőcs | командна першість (жінки)   | Н/Д                | Н/Д                    | Н/Д                  | Н/Д                  | Південна Корея (KOR) L 2–3 | Завершила виступ   | Завершила виступ   | Завершила виступ   | Завершила виступ |

## Теніс
Чоловіки
| Спортсмен                 | Дисципліна    | 1/16 фіналу                      | 1/8 фіналу                                    | Чвертьфінали                       | Півфінали                     | Фінал / БМ                          | Фінал / БМ |
| Спортсмен                 | Дисципліна    | Суперник Результат               | Суперник Результат                            | Суперник Результат                 | Суперник Результат            | Суперник Результат                  | Місце      |
| ------------------------- | ------------- | -------------------------------- | --------------------------------------------- | ---------------------------------- | ----------------------------- | ----------------------------------- | ---------- |
| Флорін Мерджа Горія Текеу | парний розряд | Delbonis/ Durán (ARG) W 6–3, 6–2 | González/ Reyes-Varela (MEX) W 6–3, 7–6(11–9) | Мело/ Соарес (BRA) W 6–4, 5–7, 6–2 | Джонсон/ Сок (USA) W 6–3, 7–5 | López/ Надаль (ESP) L 2–6, 6–3, 4–6 | 2          |

Жінки
| Спортсменка                         | Дисципліна       | 1/32 фіналу                  | 1/16 фіналу                               | 1/8 фіналу                          | Чвертьфінали        | Півфінали           | Фінал / БМ          | Фінал / БМ       |                  |
| Спортсменка                         | Дисципліна       | Суперниця Результат          | Суперниця Результат                       | Суперниця Результат                 | Суперниця Результат | Суперниця Результат | Суперниця Результат | Місце            |                  |
| ----------------------------------- | ---------------- | ---------------------------- | ----------------------------------------- | ----------------------------------- | ------------------- | ------------------- | ------------------- | ---------------- | ---------------- |
| Ірина-Камелія Бегу                  | одиночний розряд | Хібіно (JPN) L 4–6, 6–3, 3–6 | Завершила виступ                          | Завершила виступ                    | Завершила виступ    | Завершила виступ    | Завершила виступ    | Завершила виступ |                  |
| Andreea Mitu                        | одиночний розряд | Мугуруса (ESP) L 2–6, 2–6    | Завершила виступ                          | Завершила виступ                    | Завершила виступ    | Завершила виступ    | Завершила виступ    | Завершила виступ |                  |
| Моніка Нікулеску                    | одиночний розряд | Cepede Royg (PAR) W 6–2, 6–3 | Кузнецова (RUS) L WO                      | Завершила виступ                    | Завершила виступ    | Завершила виступ    | Завершила виступ    | Завершила виступ |                  |
| Ірина-Камелія Бегу Моніка Нікулеску | парний розряд    | Н/Д                          | Chan H-c / Chan Y-j (TPE) L 7–5, 4–6, 3–6 | Завершила виступ                    | Завершила виступ    | Завершила виступ    | Завершила виступ    | Завершила виступ |                  |
| Andreea Mitu Ралука Олару           | парний розряд    | Н/Д                          | Бабош / Jani (HUN) W 6–3, 6–4             | Макарова / Весніна (RUS) L 1–6, 4–6 | Завершила виступ    | Завершила виступ    | Завершила виступ    | Завершила виступ | Завершила виступ |

Змішаний
| Спортсмен                      | Дисципліна    | 1/8 фіналу                                      | Чвертьфінали                          | Півфінали          | Фінал / БМ         | Фінал / БМ      |
| Спортсмен                      | Дисципліна    | Суперник Результат                              | Суперник Результат                    | Суперник Результат | Суперник Результат | Місце           |
| ------------------------------ | ------------- | ----------------------------------------------- | ------------------------------------- | ------------------ | ------------------ | --------------- |
| Ірина-Камелія Бегу Горія Текеу | парний розряд | Радванська/ Кубот (POL) W 6–4, 6–7(1–7), [10–8] | Štěpánek / Градецька (CZE) L 4–6, 5–7 | Завершив виступ    | Завершив виступ    | Завершив виступ |

## Важка атлетика
| Спортсмен              | Категорія           | Ривок     | Ривок | Поштовх   | Поштовх | Загалом | Місце |
| Спортсмен              | Категорія           | Результат | Місце | Результат | Місце   | Загалом | Місце |
| ---------------------- | ------------------- | --------- | ----- | --------- | ------- | ------- | ----- |
| Думитру Каптарі        | до 77 кг (чоловіки) | 145       | 14    | —         | —       | 145     | DNF   |
| Габріель Сінкраян      | до 85 кг (чоловіки) | 173       | 5     | 217       | 1       | 390     | DSQ   |
| Флоріна-Соріна Хульпан | до 69 кг (жінки)    | 100       | 12    | —         | —       | 100     | DNF   |
| Андрея Анеі            | понад 75 кг (жінки) | 120       | 6     | 145       | 10      | 265     | 8     |

## Боротьба
Легенда:
- VT – Перемога на туше.
- PP – Перемога за очками – з технічними очками в того, хто програв.
- PO – Перемога за очками – без технічних очок в того, хто програв.
- ST – Перемога за явної переваги – різниця в очках становить принаймні 8 (греко-римська боротьба) або 10 (вільна боротьба) очок, без технічних очок у того, хто програв.

Чоловіки
| Спортсмен                   | Категорія | Кваліфікація       | 1/8 фіналу            | Чвертьфінал           | Півфінал           | Втішний поєдинок 1 | Втішний поєдинок 2     | Фінал / БМ              | Фінал / БМ |
| Спортсмен                   | Категорія | Суперник Результат | Суперник Результат    | Суперник Результат    | Суперник Результат | Суперник Результат | Суперник Результат     | Суперник Результат      | Місце      |
| --------------------------- | --------- | ------------------ | --------------------- | --------------------- | ------------------ | ------------------ | ---------------------- | ----------------------- | ---------- |
| Гуйдя Іван Іларіонович      | до 57 кг  | Bye                | Atlı (TUR) W 3–1 PP   | Дубов (BUL) L 0–5 VT  | Завершив виступ    | Завершив виступ    | Завершив виступ        | Завершив виступ         | 11         |
| Сарітов Альберт Рамазанович | до 97 кг  | Bye                | Микола (MDA) W 3–1 PP | Snyder (USA) L 0–3 PO | Завершив виступ    | Bye                | Кортіна (CUB) W 3–1 PP | Одікадзе (GEO) W 4–0 ST | 3          |

Греко-римська боротьба
| Спортсмен             | Категорія | Кваліфікація           | 1/8 фіналу             | Чвертьфінал              | Півфінал           | Втішний поєдинок 1 | Втішний поєдинок 2       | Фінал / БМ           | Фінал / БМ |
| Спортсмен             | Категорія | Суперник Результат     | Суперник Результат     | Суперник Результат       | Суперник Результат | Суперник Результат | Суперник Результат       | Суперник Результат   | Місце      |
| --------------------- | --------- | ---------------------- | ---------------------- | ------------------------ | ------------------ | ------------------ | ------------------------ | -------------------- | ---------- |
| Йон Панаїт            | до 66 кг  | Альбієв (RUS) L 1–3 PP | Завершив виступ        | Завершив виступ          | Завершив виступ    | Завершив виступ    | Завершив виступ          | Завершив виступ      | 12         |
| Алін Алексус-Чіураріу | до 98 кг  | Bye                    | El-Said (EGY) W 3–1 PP | Алексанян (ARM) L 0–4 ST | Завершив виступ    | Bye                | Тімончіні (ITA) W 3–0 PO | İldem (TUR) L 0–3 PO | 5          |

Жінки
| Спортсменка | Категорія | Кваліфікація        | 1/8 фіналу           | Чвертьфінал         | Півфінал            | Втішний поєдинок 1  | Втішний поєдинок 2  | Фінал / БМ          | Фінал / БМ |
| Спортсменка | Категорія | Суперниця Результат | Суперниця Результат  | Суперниця Результат | Суперниця Результат | Суперниця Результат | Суперниця Результат | Суперниця Результат | Місце      |
| ----------- | --------- | ------------------- | -------------------- | ------------------- | ------------------- | ------------------- | ------------------- | ------------------- | ---------- |
| Аліна Вуч   | до 48 кг  | Bye                 | Фогат (IND) L 0–4 ST | Завершила виступ    | Завершила виступ    | Завершила виступ    | Завершила виступ    | Завершила виступ    | 18         |